# Ailo
|  | No s'ha de confondre amb Egilona. |

Ailo   (segle IX - segle IX) va ser una noble catalana, tia paterna de Guifré el Pilós. Segons el seu testament va rebre d'ell el lloc de Borredà i el llibert Sarraí.